# Giro di Polonia 2020
Il Giro di Polonia 2020, settantasettesima edizione della corsa, valido come settima prova dell'UCI World Tour 2020 categoria 2.UWT, si è svolto in cinque tappe dal 5 al 9 agosto 2020 su un percorso di 891,3 km, con partenza da Stadion Śląski e arrivo a Cracovia, in Polonia. La vittoria è stata appannaggio del belga Remco Evenepoel, che ha completato il percorso in 21h29'50" precedendo il danese Jakob Fuglsang ed il britannico Simon Yates.
Al traguardo di Cracovia 138 ciclisti, dei 154 partiti da Stadion Śląski, hanno portato a termine la competizione.

## Tappe
| Tappa  | Data     | Percorso                                  | km    | Vincitore di tappa | Leader cl. generale |
| ------ | -------- | ----------------------------------------- | ----- | ------------------ | ------------------- |
| 1ª     | 5 agosto | Stadion Śląski > Katowice                 | 195,8 | Fabio Jakobsen     | Fabio Jakobsen      |
| 2ª     | 6 agosto | Opole > Zabrze                            | 151,5 | Mads Pedersen      | Mads Pedersen       |
| 3ª     | 7 agosto | Wadowice > Bielsko-Biała                  | 203,1 | Richard Carapaz    | Richard Carapaz     |
| 4ª     | 8 agosto | Bukowina Tatrzańska > Bukowina Tatrzańska | 152,9 | Remco Evenepoel    | Remco Evenepoel     |
| 5ª     | 9 agosto | Zakopane > Cracovia                       | 188   | Davide Ballerini   | Remco Evenepoel     |
| Totale | Totale   | Totale                                    | 891,3 |                    |                     |

## Squadre e corridori partecipanti
| N.      | Cod. | Squadra                    |
| ------- | ---- | -------------------------- |
| 1-7     | INS  | Team Ineos                 |
| 11-17   | ALM  | AG2R La Mondiale           |
| 21-27   | AST  | Astana Pro Team            |
| 31-37   | TBM  | Bahrain-McLaren            |
| 41-47   | BOH  | Bora-Hansgrohe             |
| 51-57   | CPT  | CCC Team                   |
| 61-67   | COF  | Cofidis, Solutions Crédits |
| 71-77   | DQT  | Deceuninck-Quick-Step      |
| 81-87   | EF1  | EF Pro Cycling             |
| 91-97   | GFC  | Groupama-FDJ               |
| 101-107 | ISN  | Israel Start-Up Nation     |

| N.      | Cod. | Squadra              |
| ------- | ---- | -------------------- |
| 111-117 | MTS  | Mitchelton-Scott     |
| 121-127 | MOV  | Movistar Team        |
| 131-137 | NTT  | NTT Pro Cycling Team |
| 141-147 | LTS  | Lotto Soudal         |
| 151-157 | TJV  | Team Jumbo-Visma     |
| 161-167 | SUN  | Team Sunweb          |
| 171-177 | TFS  | Trek-Segafredo       |
| 181-187 | UAD  | UAE Team Emirates    |
| 191-197 | GAZ  | Gazprom-RusVelo      |
| 201-207 | TNN  | Team Novo Nordisk    |
| 211-217 | POL  | Polonia              |

## Dettagli delle tappe

### 1ª tappa
- 5 agosto: Stadion Śląski > Katowice – 195,8 km

Risultati
| Pos. | Corridore      | Squadra    | Tempo    |
| ---- | -------------- | ---------- | -------- |
| 1    | Fabio Jakobsen | Deceuninck | 4h31'50" |
| 2    | Marc Sarreau   | Groupama   | s.t.     |
| 3    | Luka Mezgec    | Mitchelton | s.t.     |

| Pos. | Corridore      | Squadra    | Tempo    |
| ---- | -------------- | ---------- | -------- |
| 1    | Fabio Jakobsen | Deceuninck | 4h31'40" |
| 2    | Marc Sarreau   | Groupama   | a 4"     |
| 3    | Kamil Małecki  | CCC        | s.t.     |

### 2ª tappa
- 6 agosto: Opole > Zabrze – 151,5 km

Risultati
| Pos. | Corridore        | Squadra    | Tempo    |
| ---- | ---------------- | ---------- | -------- |
| 1    | Mads Pedersen    | Trek       | 3h26'02" |
| 2    | Pascal Ackermann | Bora       | s.t.     |
| 3    | Davide Ballerini | Deceuninck | s.t.     |

| Pos. | Corridore        | Squadra | Tempo    |
| ---- | ---------------- | ------- | -------- |
| 1    | Mads Pedersen    | Trek    | 7h57'42" |
| 2    | Pascal Ackermann | Bora    | a 4"     |
| 3    | Kamil Małecki    | CCC     | s.t.     |

### 3ª tappa
- 7 agosto: Wadowice > Bielsko-Biała – 203,1 km

Risultati
| Pos. | Corridore       | Squadra  | Tempo    |
| ---- | --------------- | -------- | -------- |
| 1    | Richard Carapaz | Ineos    | 5h04'54" |
| 2    | Diego Ulissi    | UAE      | s.t.     |
| 3    | Rudy Molard     | Groupama | s.t.     |

| Pos. | Corridore       | Squadra | Tempo     |
| ---- | --------------- | ------- | --------- |
| 1    | Richard Carapaz | Ineos   | 13h02'36" |
| 2    | Diego Ulissi    | UAE     | a 4"      |
| 3    | Kamil Małecki   | CCC     | s.t.      |

### 4ª tappa
- 8 agosto: Bukowina Resort > Bukowina Tatrzańska – 152,9 km

Risultati
| Pos. | Corridore       | Squadra    | Tempo    |
| ---- | --------------- | ---------- | -------- |
| 1    | Remco Evenepoel | Deceuninck | 3h55'52" |
| 2    | Jakob Fuglsang  | Astana     | a 1'48"  |
| 3    | Simon Yates     | Mitchelton | a 2'22"  |

| Pos. | Corridore       | Squadra    | Tempo     |
| ---- | --------------- | ---------- | --------- |
| 1    | Remco Evenepoel | Deceuninck | 16h58'28" |
| 2    | Jakob Fuglsang  | Astana     | a 1'52"   |
| 3    | Simon Yates     | Mitchelton | a 2'28"   |

### 5ª tappa
- 9 agosto: Zakopane > Cracovia – 188 km

Risultati
| Pos. | Corridore        | Squadra    | Tempo    |
| ---- | ---------------- | ---------- | -------- |
| 1    | Davide Ballerini | Deceuninck | 4h31'22" |
| 2    | Pascal Ackermann | Bora       | s.t.     |
| 3    | Alberto Dainese  | Sunweb     | s.t.     |

| Pos. | Corridore       | Squadra    | Tempo     |
| ---- | --------------- | ---------- | --------- |
| 1    | Remco Evenepoel | Deceuninck | 21h29'50" |
| 2    | Jakob Fuglsang  | Astana     | a 1'52"   |
| 3    | Simon Yates     | Mitchelton | a 2'28"   |

## Evoluzione delle classifiche
| Tappa              | Vincitore          | Classifica generale Maglia gialla | Classifica a punti Maglia bianca | Classifica scalatori Maglia fucsia | Classifica a squadre |
| ------------------ | ------------------ | --------------------------------- | -------------------------------- | ---------------------------------- | -------------------- |
| 1ª                 | Fabio Jakobsen     | Fabio Jakobsen                    | Fabio Jakobsen                   | Kamil Małecki                      | UAE Team Emirates    |
| 2ª                 | Mads Pedersen      | Mads Pedersen                     | Jasper Philipsen                 | Julius van den Berg                | UAE Team Emirates    |
| 3ª                 | Richard Carapaz    | Richard Carapaz                   | Luka Mezgec                      | Kamil Gradek                       | Bora-Hansgrohe       |
| 4ª                 | Remco Evenepoel    | Remco Evenepoel                   | Diego Ulissi                     | Patryk Stosz                       | Mitchelton-Scott     |
| 5ª                 | Davide Ballerini   | Remco Evenepoel                   | Luka Mezgec                      | Patryk Stosz                       | Mitchelton-Scott     |
| Classifiche finali | Classifiche finali | Remco Evenepoel                   | Luka Mezgec                      | Patryk Stosz                       | Mitchelton-Scott     |

Maglie indossate da altri ciclisti in caso di due o più maglie vinte
- Nella 2ª tappa Marc Sarreau ha indossato la maglia bianca al posto di Fabio Jakobsen.

## Classifiche finali

### Classifica generale - Maglia gialla
| Pos. | Corridore        | Squadra    | Tempo     |
| ---- | ---------------- | ---------- | --------- |
| 1    | Remco Evenepoel  | Deceuninck | 21h29'50" |
| 2    | Jakob Fuglsang   | Astana     | a 1'52"   |
| 3    | Simon Yates      | Mitchelton | a 2'28"   |
| 4    | Rafał Majka      | Bora       | a 2'32"   |
| 5    | Diego Ulissi     | UAE        | a 3'09"   |
| 6    | Kamil Małecki    | CCC        | a 3'12"   |
| 7    | Wilco Kelderman  | Sunweb     | a 3'15"   |
| 8    | Jonas Vingegaard | Jumbo      | a 3'18"   |
| 9    | Mikel Nieve      | Mitchelton | s.t.      |
| 10   | Rui Costa        | UAE        | a 3'19"   |

### Classifica a punti - Maglia bianca
| Pos. | Corridore        | Squadra    | Punti |
| ---- | ---------------- | ---------- | ----- |
| 1    | Luka Mezgec      | Mitchelton | 48    |
| 2    | Jasper Philipsen | UAE        | 46    |
| 3    | Ryan Gibbons     | NTT        | 44    |
| 4    | Diego Ulissi     | UAE        | 45    |
| 5    | Pascal Ackermann | Bora       | 44    |

### Classifica scalatori - Maglia fucsia
| Pos. | Corridore          | Squadra    | Punti |
| ---- | ------------------ | ---------- | ----- |
| 1    | Patrick Stosz      | Polonia    | 64    |
| 2    | Kamil Gradek       | CCC        | 42    |
| 3    | Nathan Haas        | Cofidis    | 36    |
| 4    | Remco Evenepoel    | Deceuninck | 35    |
| 5    | Taco van der Hoorn | Jumbo      | 28    |

### Classifica a squadre
| Pos. | Squadra          | Tempo     |
| ---- | ---------------- | --------- |
| 1    | Mitchelton-Scott | 64h38'39" |
| 2    | Bora-Hansgrohe   | a 1"      |
| 3    | Team Sunweb      | a 1'40"   |
| 4    | Astana Pro Team  | a 8'01"   |
| 5    | CCC Team         | a 11'26"  |